# Эволюционные характерные времена
Эволюционные характерные времена (или эволюционные временные шкалы) в астрономии — характерные временные периоды, за которые проходят те или иные этапы звёздной эволюции. Несмотря на то, что существует множество стадий звёздной эволюции, по-разному проходящих у разных звёзд, все они описываются тремя характерными временами: ядерным {\displaystyle t_{n}}, тепловым {\displaystyle t_{t}} и временем свободного падения {\displaystyle t_{d}}, причём для большинства звёзд {\displaystyle t_{n}\gg t_{t}\gg t_{d}}.

## Временные шкалы

### Ядерное время
Ядерное характерное время — время, за которое звезда излучает всю энергию, доступную ей для получения термоядерными реакциями. Для его оценки достаточно рассматривать только превращение водорода в гелий. 
Эквивалентность массы и энергии выражается формулой {\displaystyle E=mc^{2}}. С учётом того, что при таком превращении в энергию переходит 0,7% массы водорода, а в большинстве звёзд тратит лишь 10% своего водорода, ядерное характерное время {\displaystyle t_{n}} выражается следующим образом:
{\displaystyle t_{n}={\frac {E}{L}}={\frac {0{,}007\cdot 0{,}1Mc^{2}}{L}},}
где {\displaystyle E} — энергия, которую звезда способна выработать в ядерных реакциях, {\displaystyle M} — масса звезды, {\displaystyle c} — скорость света, {\displaystyle L} — светимость звезды. Для Солнца ядерное время равно примерно 10 миллиардам лет, следовательно, справедлива и такая формула:
{\displaystyle t_{n}={\frac {M/M_{\odot }}{L/L_{\odot }}}\cdot 10^{10}{\text{ лет}}}
В силу зависимости масса — светимость, у звёзд большей массы ядерное время короче, чем у маломассивных. Для звезды массой 30 M⊙ ядерное время составляет около 2 миллионов лет. Ядерное время можно рассматривать и для горения гелия, но оно значительно короче из-за того, что при этой реакции выделяется на порядок меньше энергии на единицу массы, чем при горении водорода.

### Тепловое время
Тепловое характерное время (время Кельвина — Гельмгольца) — время, в течение которого звезда может излучать энергию, если в ней прекратятся термоядерные реакции.
Если в звезде прекращаются термоядерные реакции, а излучение продолжается, то температура внутри неё начинает падать. В таком случае гидростатическое равновесие в звезде нарушается, и она начинает сжиматься. Потенциальная энергия собственной силы тяготения звезды равна {\displaystyle GM^{2}/r}, но вследствие теоремы вириала половина выделенной энергии излучается, а другая половина уходит на нагрев. Таким образом, тепловое время {\displaystyle t_{t}} выражается так:
{\displaystyle t_{t}={\frac {0{,}5GM^{2}}{RL}},}
где {\displaystyle M} — масса звезды, {\displaystyle R} — её радиус, {\displaystyle L} — светимость, {\displaystyle G} — гравитационная постоянная. Для Солнца тепловое время равно 20 миллионам лет, что в 500 раз короче ядерного. Тепловое время можно выразить следующим образом:
{\displaystyle t_{t}={\frac {(M/M_{\odot })^{2}}{(R/R_{\odot })(L/L_{\odot })}}\cdot 2\cdot 10^{7}{\text{ лет}}}
Так же, как и для ядерного времени, оно тем короче, чем массивнее звезда.

### Динамическое время
Время свободного падения (динамическое время) — время, за которое звезда сколлапсирует под действием собственной гравитации, если уравновешивающее её давление пропадёт, либо время, за которое структура звезды перестроится при нарушении баланса между силами давления и гравитации. Это время можно оценить как время, которое понадобится свободного падающей частице в центр звезды — через третий закон Кеплера:
{\displaystyle t_{d}={\frac {2\pi }{2}}{\sqrt {\frac {(R/2)^{3}}{GM}}}\approx {\sqrt {\frac {R^{3}}{GM}}},}
где {\displaystyle M} — масса звезды, {\displaystyle R} — её радиус, {\displaystyle G} — гравитационная постоянная. Для Солнца динамическое время составляет около половины часа. 

### Характерные времена для разных стадий эволюции
Не только для Солнца, но и для других звёзд ядерное время значительно длиннее теплового, а тепловое — дольше динамического. Поэтому большую часть жизни звезды в ней идут термоядерные реакции, и длительность этой стадии описывается ядерным временем. 
Тепловое время применимо к стадии протозвезды, когда звезда имеет недостаточную плотность и температуру в ядре, чтобы компенсировать термоядерными реакциями свои затраты энергии на излучение. Динамическое время применимо к сжатию молекулярного облака, которое впоследствии становится протозвездой, а также к взрыву сверхновой в конце жизни звезды, при котором её ядро коллапсирует и становится нейтронной звездой или чёрной дырой. 